# Лоундесвілл (Південна Кароліна)
Лоундесвілл (англ. Lowndesville) — місто (англ. town) в США, в окрузі Аббвілл штату Південна Кароліна. Населення — 120 осіб (2020).

## Географія
Лоундесвілл розташований за координатами 34°12′36″ пн. ш. 82°38′51″ зх. д. / 34.21000° пн. ш. 82.64750° зх. д. (34.209909, -82.647625).  За даними Бюро перепису населення США в 2010 році місто мало площу 2,01 км², уся площа — суходіл.

## Демографія
Згідно з переписом 2010 року, у місті мешкало 128 осіб у 59 домогосподарствах у складі 34 родин. Густота населення становила 64 особи/км².  Було 101 помешкання (50/км²).
Расовий склад населення:
| - 78,1 % — білих - 19,5 % — чорних або афроамериканців |

До двох чи більше рас належало 1,6 %. Частка іспаномовних становила 3,1 % від усіх жителів.
За віковим діапазоном населення розподілялося таким чином: 25,8 % — особи молодші 18 років, 54,7 % — особи у віці 18—64 років, 19,5 % — особи у віці 65 років та старші. Медіана віку мешканця становила 45,0 року. На 100 осіб жіночої статі у місті припадало 141,5 чоловіків;  на 100 жінок у віці від 18 років та старших — 126,2 чоловіків також старших 18 років.
Середній дохід на одне домашнє господарство  становив 20 577 доларів США (медіана — 15 781), а середній дохід на одну сім'ю — 25 113 долари (медіана — 16 563). За межею бідності перебувало 60,3 % осіб, у тому числі 60,0 % дітей у віці до 18 років та 23,5 % осіб у віці 65 років та старших.
Цивільне працевлаштоване населення становило 30 осіб. Основні галузі зайнятості: роздрібна торгівля — 46,7 %, виробництво — 30,0 %, науковці, спеціалісти, менеджери — 13,3 %, освіта, охорона здоров'я та соціальна допомога — 6,7 %.